# Ошский район
Ошский район — единица административного деления Киргизской АССР и Киргизской ССР, существовавшая в декабре 1928 — декабре 1962 годов.
Ошский район был образован в 1928 году в составе Ошского округа. В 1930 году перешёл в республиканское подчинение. В 1938 году вновь отнесён к Ошскому округу, преобразованному в 1939 году в Ошскую область. 19 декабря 1940 года центр района был перенесён из города Ош в селение Нариман. 30 декабря 1962 года район был упразднён, а его территория включена в Кара-Сууский район.

## Население
По данным переписи 1939 года в районе проживало 48 215 человек, в том числе узбеки — 51,6 %, киргизы — 35,2 %, уйгуры — 4,6 %, русские — 3,9 %, татары — 1,8 %. По данным переписи 1959 года в районе проживало 59 692 человека.

## Интересные факты
Район города Ош, в котором располагалась администрация Ошского района, и поныне имеет название «Ошский район». В здании бывшей районной администрации ныне базируется Ошский филиал РГСУ.